# Harpoenpalpmot
De harpoenpalpmot (Gelechia rhombelliformis) is een vlinder uit de familie tastermotten (Gelechiidae). De wetenschappelijke naam is voor het eerst geldig gepubliceerd in 1871 door Staudinger.
De soort komt voor in Europa.